# Buseck
Buseck é um município da Alemanha, situado no distrito de Gießen, no estado de Hesse. Tem 38,67 km² de área, e sua população em 2019 foi estimada em 12.879 habitantes.